# Блэкстафф, Гарри
Генри Томас «Гарри» Блэкстафф (англ. Henry Thomas "Harry" Blackstaffe; 28 июля 1868, Ислингтон, Большой Лондон — 22 августа 1951, West Wickham, Большой Лондон) — британский гребец, чемпион летних Олимпийских игр 1908.
На Играх 1908 в Лондоне соревновался среди одиночек. Выиграв все три гонки от четвертьфинала до финала, он занял первое место и выиграл золотую медаль.